# Arquidiocese de Rosário
A Arquidiocese de Rosário (Archidiœcesis Rosariensis) é uma circunscrição eclesiástica da Igreja Católica sediada em Rosário, na Argentina. Seu arcebispo atual é José Luis Mollaghan. Possui duas dioceses sufragâneas: San Nicolás de los Arroyos e Venado Tuerto.

## Território
A arquidiocese comrpeende os seguintes departamentos da província de Santa Fé: Belgrano, Iriondo, Rosario e San Lorenzo, e parte dos departamentos de Caseros e de Constitución. É dividida em 121 paróquias.

## Bispos e Arcebispos
|                   | Nome                        | Período    | Notas                                                |
| Arcebispos        | Arcebispos                  | Arcebispos | Arcebispos                                           |
| ----------------- | --------------------------- | ---------- | ---------------------------------------------------- |
| 5º                | Eduardo Eliseo Martín       | 2014-Atual |                                                      |
| 4º                | José Luis Mollaghan         | 2005-2014  | Nomeado oficial de Congregação para a Doutrina da Fé |
| 3º                | Eduardo Vicente Mirás       | 1993-2005  |                                                      |
| 2º                | Jorge Manuel López          | 1983-1993  |                                                      |
| 1º                | Guillermo Bolatti           | 1963-1982  |                                                      |
| Bispos-auxiliares |                             |            |                                                      |
|                   | Fabián Alberto Belay        | 2023       | Renunciou                                            |
|                   | Ernesto José Fernández      | 2023-      | Atual                                                |
|                   | Sergio Alfredo Fenoy        | 1999-2006  | Nomeado Bispo de San Miguel                          |
|                   | Héctor Sabatino Cardelli    | 1995-1998  | Nomeado Bispo de Concordia                           |
|                   | Luis Armando Collazuol      | 1997-2004  | Nomeado Bispo de Concordia                           |
|                   | Mario Luis Bautista Maulión | 1986-1995  | Nomeado Bispo de San Nicolás de los Arroyos          |
|                   | Oscar Félix Villena         | 1982-1994  |                                                      |
|                   | Heraldo Camilo A. Barotto   | 1973-1983  |                                                      |
|                   | Desiderio Elso Collino      | 1972       | Nomeado Bispo de Lomas de Zamora                     |
|                   | Atilano Vidal Núñez         | 1972-1985  | Nomeado Bispo de Santa Rosa                          |
|                   | Jorge Manuel López          | 1968-1972  | Nomeado Arcebispo de Corrientes                      |
|                   | Benito Epifanio Rodríguez   | 1960-1976  |                                                      |
|                   | Carlos María Cafferata      | 1956-1961  | Nomeado Bispo de San Luis                            |
|                   | Francisco Juan Vénnera      | 1956-1959  | Nomeado Bispo de San Nicolás de los Arroyos          |
|                   | Silvino Martínez            | 1946-1954  | Nomeado Bispo de San Nicolás de los Arroyos          |
| Bispos            |                             |            |                                                      |
| 3º                | Guillermo Bolatti           | 1961-1963  |                                                      |
| 2º                | Silvino Martínez            | 1959-1961  |                                                      |
| 1º                | Antonio Caggiano            | 1934-1959  | Nomeado Arcebispo de Buenos Aires                    |